# Kyrksjölötens naturreservat
Kyrksjölötens naturreservat är ett naturreservat i Riksby, Norra Ängby och Bromma Kyrka i nordvästra delen av Bromma stadsdelsområde, i Stockholms kommun. Reservatet är beläget i Bromma socken i Uppland (Stockholms län). Det är ett av tre naturreservat i Bromma stadsdelsområde. De båda andra reservaten är Judarskogens- och Grimsta naturreservat.

## Beskrivning
Kyrksjölötens naturreservat bildades 1997 och är ett långsträckt 50,5 hektar stort område. Kyrksjön ingår i reservatet och ligger i dess nordvästra del. Runt Kyrksjön finns en av kommunens största fuktlövskog och ett rikt fågelliv med häger, duvhök och spillkråka, bland annat häckar den i Sverige sällsynta svarthakedoppingen i sjön. I reservatets mellersta del finns en mur som kallas Ryssmuren, som enligt traditionen anlades på 1700-talet av ryska krigsfångar, men senare forskning tyder på att det snarare handlar om ett slags odlingsröse från 1800-talet. I området ingår även några koloniträdgårdar. En kraftledning sträcker sig genom hela reservatet. 

## Syftet med reservatet
- Att skydda de så kallade De Geer-moränerna, moränryggar som istiden lämnade efter sig för cirka 10 000 år sedan och som benämndes efter den svenske geologen Gerard De Geer.
- Att säkerställa och utveckla områdets biologiska mångfald.
- Att säkerställa naturområdet för friluftslivet och dess användning för naturundervisning.

## Bilder

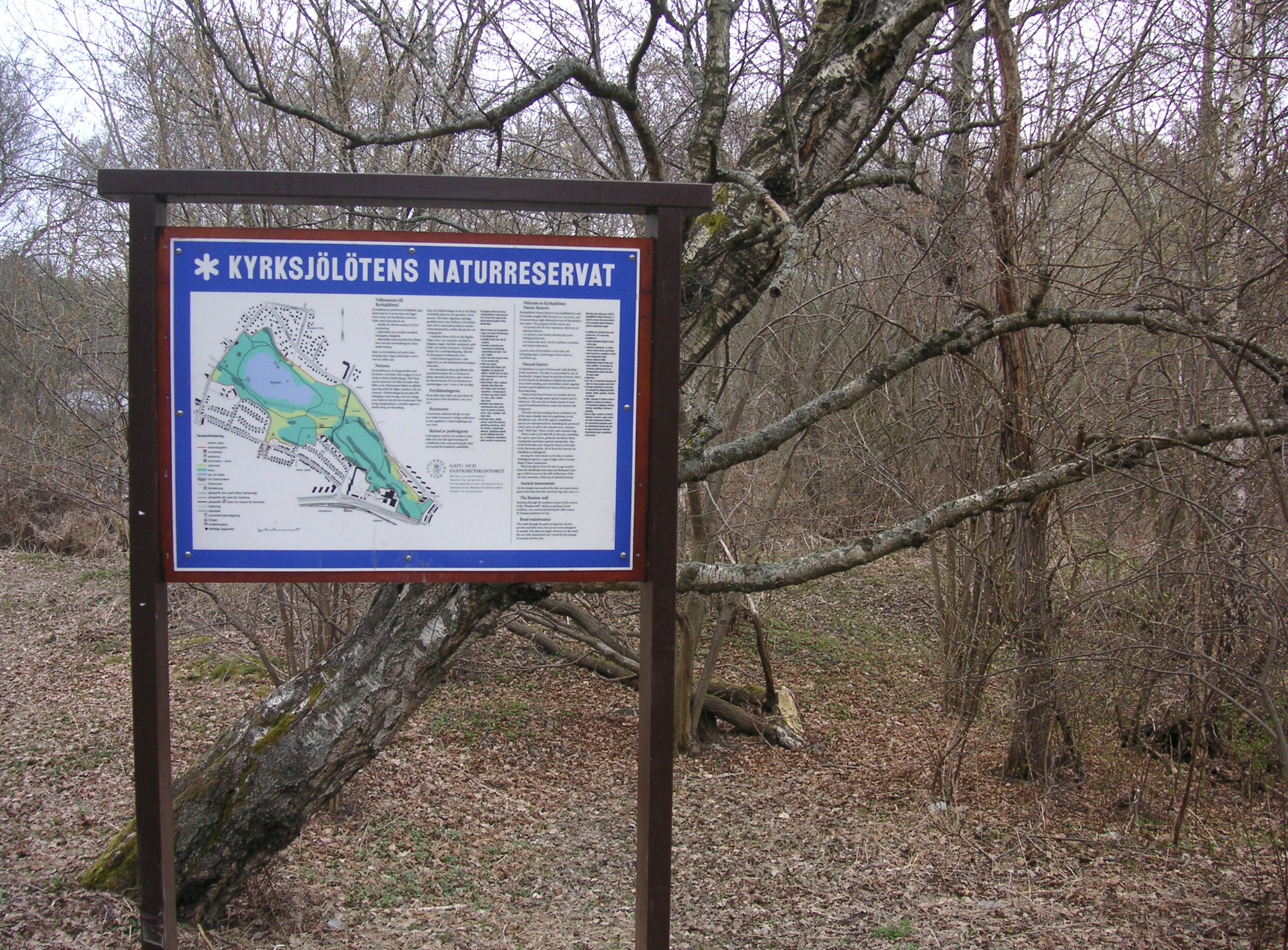
Kyrksjölötens naturreserevat i april 2009
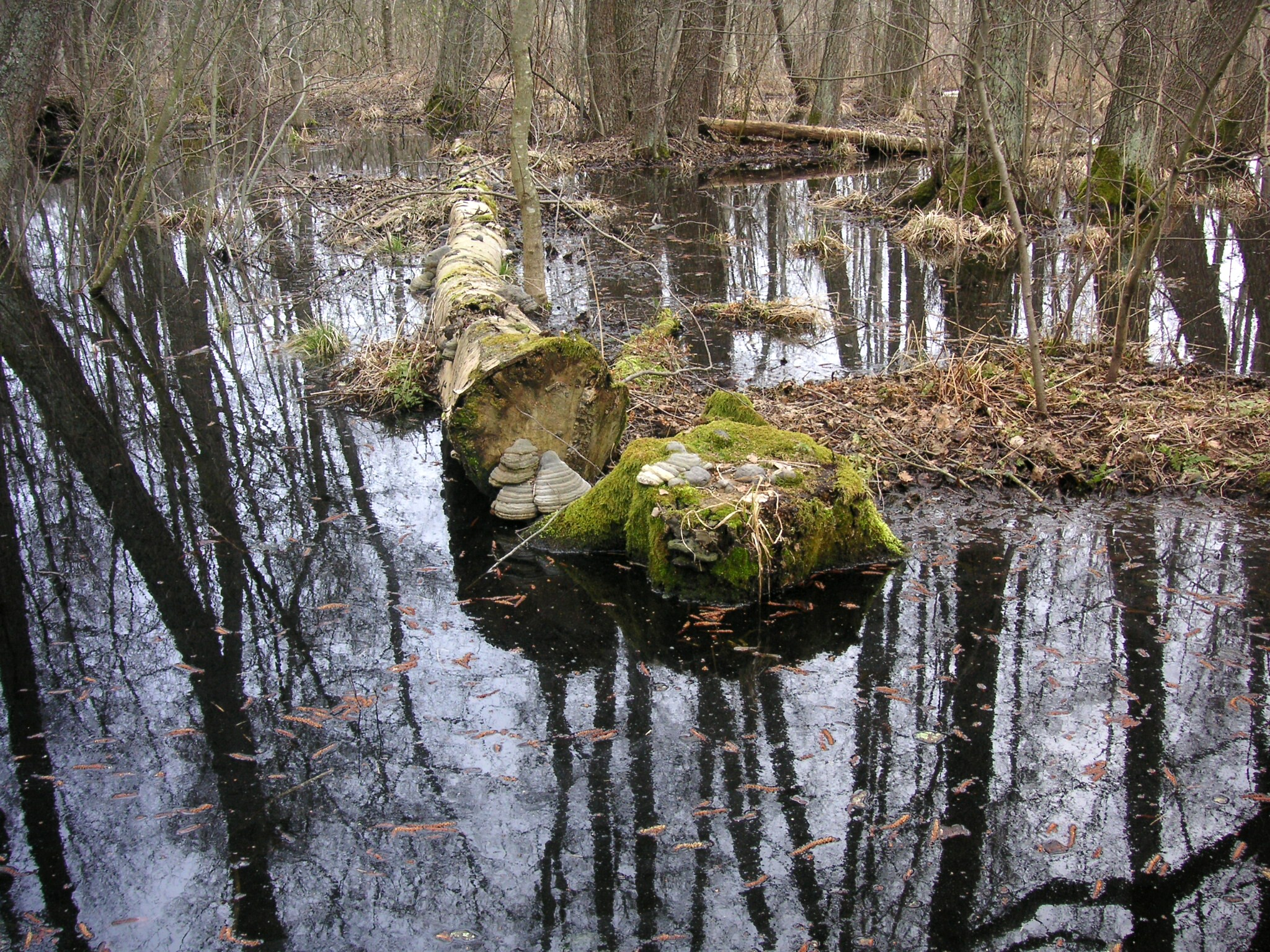
Reservatets fuktlövskog
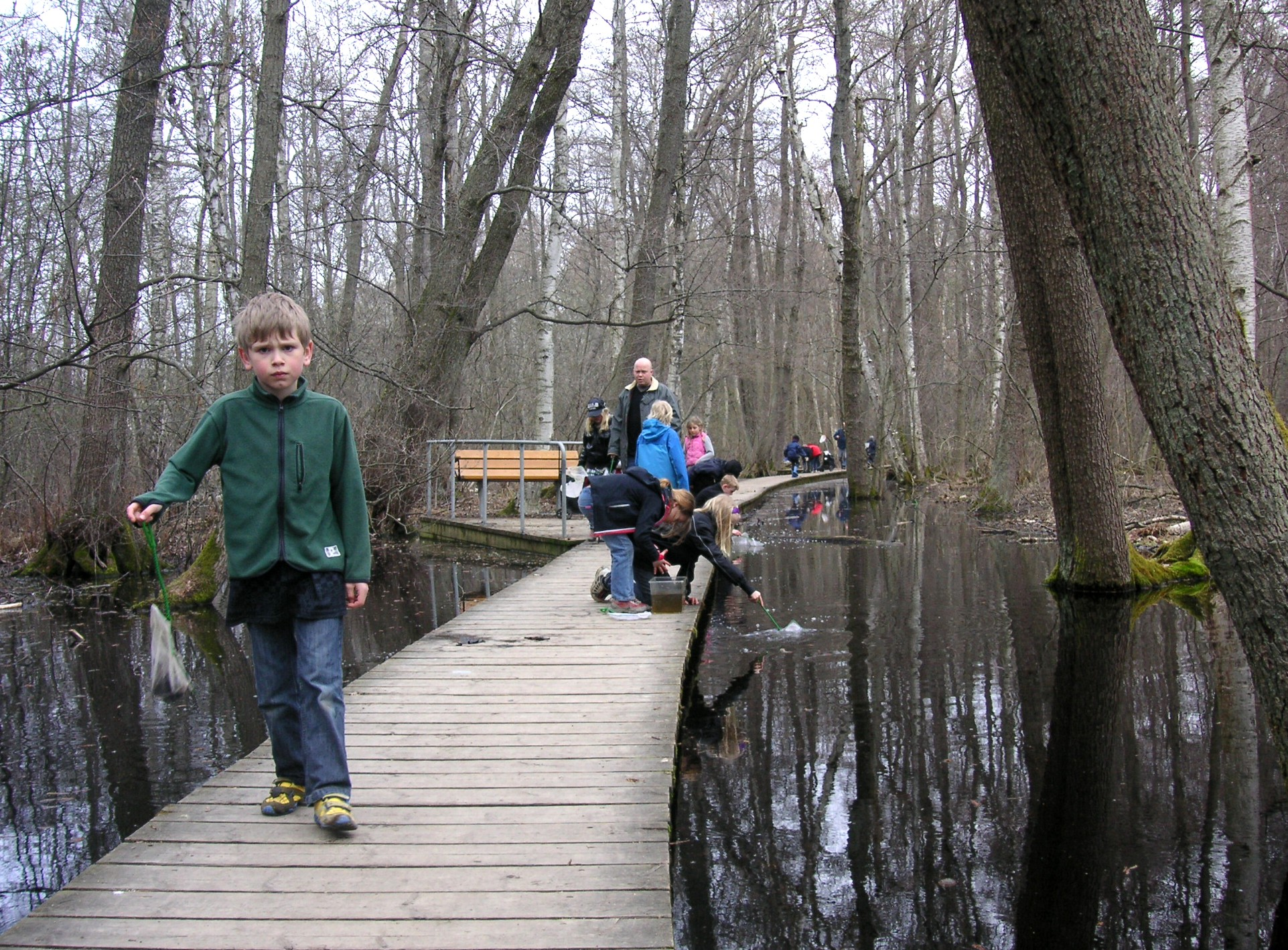
Skolans naturundervisning pågår.
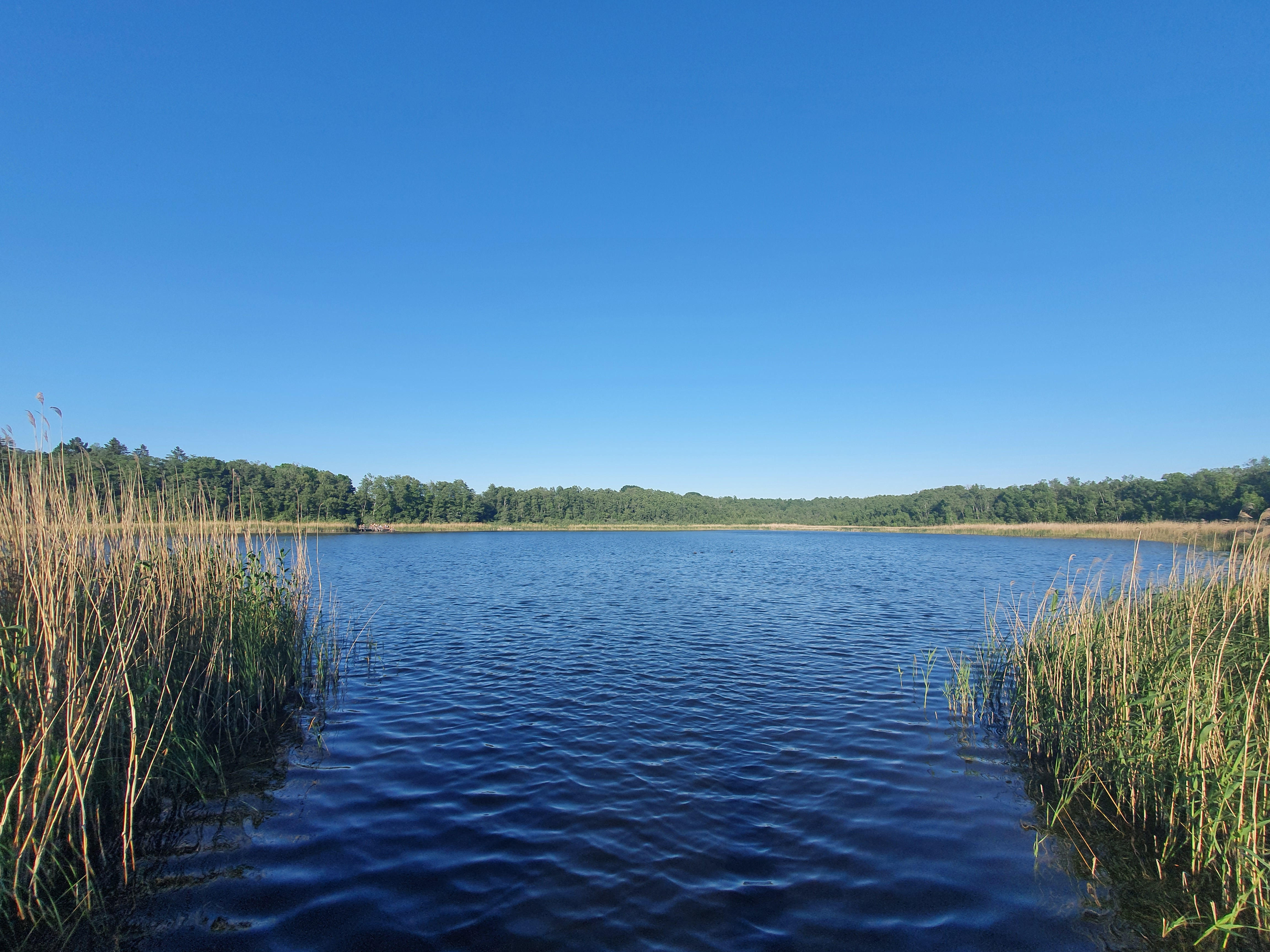
En vy utöver sjön i juni 2020.